# Manecilla (signo)

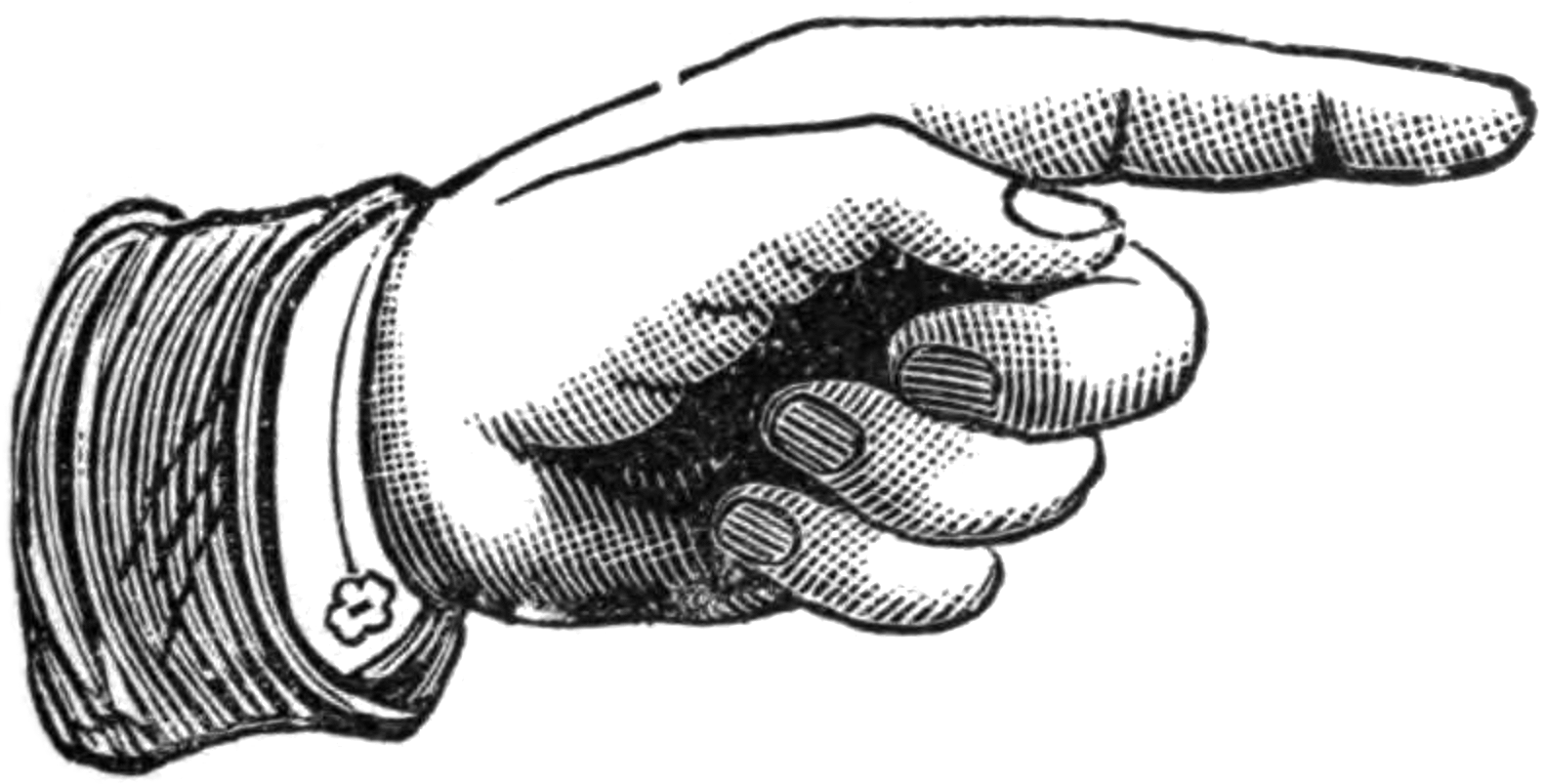
Una manecilla diseñada por Cincinnati Type Foundry, 1882

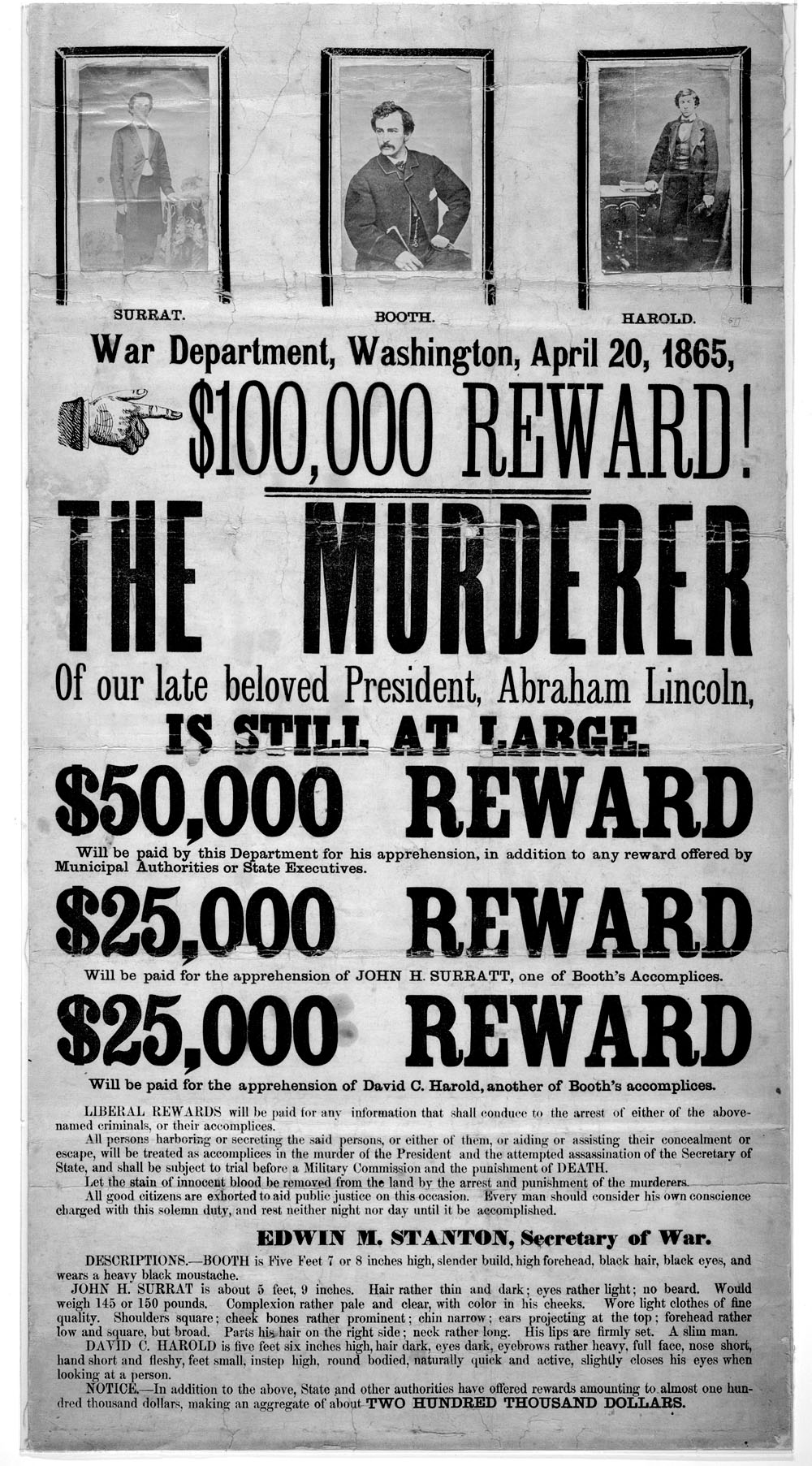
Una manecilla señala la recompensa ofrecida en 1865 por la captura del asesino del presidente Abraham Lincoln, John Wilkes Booth, y sus coconspiradores.

En tipografía, la manecilla (del latín maniculum, pequeña mano) es un glifo o signo paratextual en forma de una mano con el dedo índice extendido, normalmente en horizontal (☞) que se pone en los márgenes de manuscritos, en los cuales podrían incluso llegar a ser «abundantes» y «muy adornadas», y en los impresos para anotar o llamar la atención sobre algún aspecto relevante.
En el siglo XII, se usó también para señalar el comienzo de un nuevo párrafo en manuscritos realizados en España, costumbre que se siguió con la llegada de la imprenta.
Las manecillas no siempre fueron añadidas por los lectores del libro, sino fueron a veces aportadas por los propios escribas o copistas, como en el caso de los manuscritos de Johannes Gherinx en 1462-64.
En 1734, el Diccionario de autoridades la define como «... señal que se suele poner en las márgenes de los impresos o escritos, para índice de alguna cosa notable, en figura de una mano con el dedo índice alargado. Lat. Nota per manus signum.».
Más tarde, en 1754, la Ortografía de la lengua castellana, en su «Capítulo IV: De otras notas que se suelen usar en lo escrito» (pp. 132-6) señala que 

8. Algunas veces en las márgenes, y otras dentro de la obra se usa en lo impreso esta señal ☞ con el nombre de Manecilla, la cual sirve para llamar la atención del que lee, y dar a entender que las cláusulas a que corresponde esta señal, son particularmente útiles, o necesarias».

Así, como señala el catedrático de la Universidad de California en Los Ángeles, John Dagenais, el  Manuscrito «S» del llamado Libro de buen amor, que se conserva en la Biblioteca de la Universidad de Salamanca, tiene, entre otros tipos de marginalia, como reclamos, glosas y nota benes, dibujadas numerosas manecillas.

## Historia
Se constata su uso en el siglo X, en el Libro Domesday, completado en 1086, publicación notable, entre otras consideraciones, por el uso extendido de las abreviaturas de amanuense.
Tuvo después un uso muy extendido en los siglos XIII a XV cuando los humanistas anotaban las obras clásicas con la manecilla. Así, en el siglo XIV, el humanista italiano Petrarca usó una manecilla con pulgar y cinco dedos (la familia tipográfica Garamond usa una manecilla con seis dedos) y Cristóbal Colón acostumbraba a dibujar manecillas en los márgenes de sus libros, al igual que el humanista español Diego de Covarrubias, quien las dibujaba en los libros que leía. Con la llegada de la imprenta, se sigue usando la manecilla realizada a mano, como en el caso del primer libro impreso en España, el Sinodal de Aguilafuente (1472) que contiene una manecilla, posiblemente dibujada por un lector en 1544. A veces, las manecillas de estos humanistas eran más elaboradas, e incluían parte de una manga de camisa, como en el caso de las dibujadas por Giovanni Boccaccio y John Dee.
En los 64 manuscritos (realizadas entre 1382 y 1395) de las Biblias de Juan Wiclef  que se encuentran en las bibliotecas Bodleiana y demás colegios autónomos de la Universidad de Oxford, hay numerosas manecillas, algunos del siglo XVI.
En 1484 Matthias Huss y Johannes Schabeler imprimen en Lyons el Breviarum totius juris canonici, de Paulus Florentinus, ya con la manecilla como tipo de letra.
La manecilla elegante diseñada en la década de 1890 por Will H. Bradley para American Type Founders, un trust de empresas diseñadoras de tipos, sigue siendo ampliamente utilizada.

## Otros usos

### Correo
En EE. UU., el United States Postal Service usa el sello de una manecilla en rojo para señalar que una carta será devuelta al remitente.

### Informática

Punteros de mano y de flecha en estilo pixelado

En la informática, es típicamente usada en la interfaz gráfica de usuario como cursor, sobre todo cuando el puntero se mueve sobre él, para indicar que se puede hacer clic sobre el hiperenlace. Basada en la manecilla de los textos medievales, fue incorporada en 1980 al lenguaje de programación Smalltalk por el informático estadounidense Alan Kay, pionero en la programación orientada a objetos. Una variante es que la manecilla se convierte en puño para señalar la función de arrastrar.

### Señalización

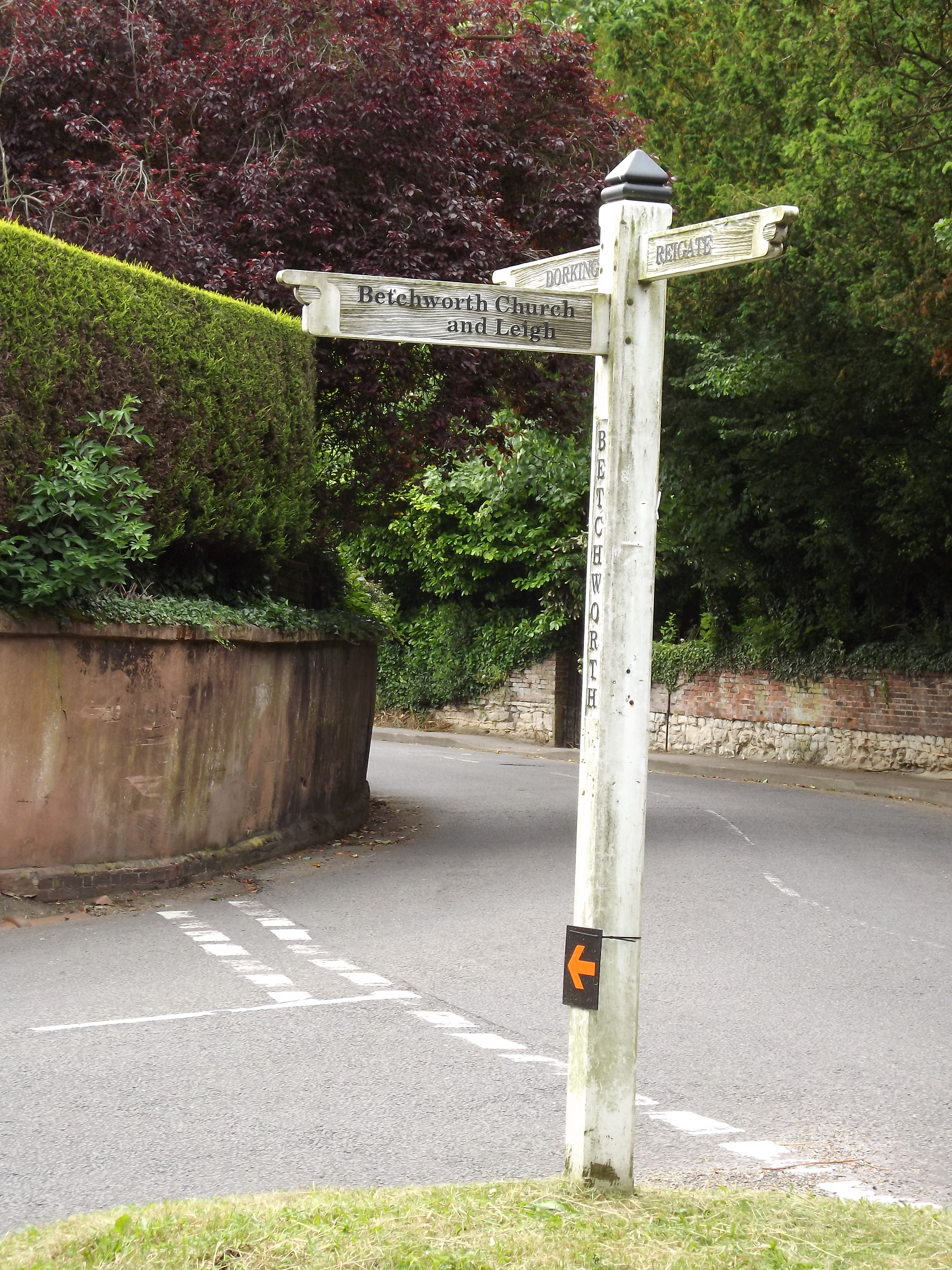
Finger-post en Inglaterra

En el Reino Unido, en el siglo XVII, las señales de tránsito en los cruces, tanto de caminos como de senderos, llamados finger-posts (literalmente, 'postes con dedo'), usaron una manecilla para indicar la dirección de localidades, siendo su uso obligatorio a partir de 1766 en los caminos de peaje. Más tarde, sobre todo por la necesidad de adaptarse a las nuevas condiciones impuestas por el tráfico motorizado, los llamados finger-boards de madera, sobre los cuales se escribían los nombres de las localidades, fueron sustituidos por planchas de metal rectangulares, eliminado en el proceso el símbolo del dedo, aunque se siguen usando los términos finger-boards y finger-posts.